# Ангир (приток Итанцы)
Анги́р (устар. Ангы́р) — река в России, протекает в Прибайкальском районе Бурятии. Левый приток Итанцы.
Длина реки — 56 км. Площадь водосборного бассейна — 815 км².

## География
Берёт начало на водоразделе хребта Улан-Бургасы. На всём протяжении протекает в северо-западном направлении по сильно пересечённой горной местности. Впадает с юго-востока, после её пересечения Баргузинским трактом, в реку Итанцу (в 31 км от места её впадения в Селенгу) выше села Зырянск.
В 4 км от устья реки, на правом берегу, находится село Ангир. Одноимённое название имеет река по другую сторону водораздела хребта Улан-Бургасы в Заиграевском районе (истоки рек расположены на одной седловине), бегущая на юго-восток и впадающая в Курбу.
Крупные притоки: Инциган (левый), Мельничная (правый), Барташиха (левый), Бильчир (правый), Солонечный (левый).